# Hedvitmossa
Hedvitmossa (Sphagnum molle) är en bladmossart som beskrevs av Sullivant 1846. Enligt Catalogue of Life ingår Hedvitmossa i släktet vitmossor och familjen Sphagnaceae, men enligt Dyntaxa är tillhörigheten istället släktet vitmossor och familjen Sphagnaceae. Enligt den finländska rödlistan är arten starkt hotad i Finland. Arten är reproducerande i Sverige. Artens livsmiljö är öppna fattigkärr. Inga underarter finns listade i Catalogue of Life.